# Xenia delicata
Xenia delicata is een zachte koraalsoort uit de familie Xeniidae. De koraalsoort komt uit het geslacht Xenia. Xenia delicata werd in 1933 voor het eerst wetenschappelijk beschreven door Roxas. 